# Gerichtsbezirk Beneschau
Der Gerichtsbezirk Beneschau (tschechisch: soudní okres Benešov) war ein dem Bezirksgericht Beneschau unterstehender Gerichtsbezirk im Kronland Böhmen. Er umfasste Gebiete in der Mittelböhmischen Region. Zentrum und Gerichtssitz des Gerichtsbezirks war die Stadt Beneschau (Benešov).
Das Gebiet gehörte seit 1918 zur neu gegründeten Tschechoslowakei und ist seit 1991 Teil der Tschechischen Republik.

## Geschichte
Die ursprüngliche Patrimonialgerichtsbarkeit wurde im Kaisertum Österreich nach den Revolutionsjahren 1848/49 aufgehoben. An ihre Stelle traten die Bezirks-, Landes- und Oberlandesgerichte, die nach den Grundzüge des Justizministers geplant und deren Schaffung am 6. Juli 1849 von Kaiser Franz Joseph I. genehmigt wurde. Der Gerichtsbezirk Beneschau gehörte zunächst zum Kreis Tabor und umfasste 1854 die 46 Katastralgemeinden Bedrč, Bělčic, Beneschau, Bistritz, Bořenowic, Bukowan, Čakow, Čeliw, Choratic, Jemnischt, Jezero, Jinoschic, Jirowic, Konopischt, Kozmic, Langfeld, Lischna, Lschtěn, Milowanic, Mrač, Myslíč, Neswačil, Neudorf, Pecerad, Petroupin, Popowic, Pořič, Postupic, Přestawlk, Roubičkowa Lhota, Samechow, Skalic, Soběhrad, Střischkow, Struhařow, Tatounowic, Tepleischowic, Tisem, Tworschowic, Vierrad, Waclawic, Westec, Wlkow, Wodsliw, Wostředek und Wranow. Der Gerichtsbezirk Beneschau bildete im Zuge der Trennung der politischen von der judikativen Verwaltung ab 1868 gemeinsam mit den Gerichtsbezirken Neweklau und Wlašim den Bezirk Beneschau.
Im Gerichtsbezirk Beneschau lebten 1869 25.817 Menschen 1900 waren es 28.696 Personen.
Der Gerichtsbezirk Beneschau wies 1910 eine Bevölkerung von 29.083 Personen auf, von denen 95 Deutsch und 28.914 Tschechisch als Umgangssprache angaben. Im Gerichtsbezirk lebten zudem 74 Anderssprachige oder Staatsfremde.
Durch die Grenzbestimmungen des am 10. September 1919 abgeschlossenen Vertrages von Saint-Germain kam der Gerichtsbezirk Beneschau vollständig zur neugegründeten Tschechoslowakei, wobei die Gerichtseinteilung bis 1938 im Wesentlichen bestehen blieb. Nach dem Münchner Abkommen wurde das Gebiet Teil dem Protektorat Böhmen und Mähren zugeschlagen.
Nach dem Zweiten Weltkrieg gehörte das Gebiet zum Okres Benešov, dessen Behörden jedoch im Zuge einer Verwaltungsreform 2003 ihre Verwaltungskompetenzen verloren. Diese werden seitdem von den Gemeinden bzw. dem Středočeský kraj, zu dem das Gebiet um Beneschau seit Beginn des 21. Jahrhunderts gehört, wahrgenommen.

## Gerichtssprengel
Der Gerichtssprengel umfasste 1910 die 46 Gemeinden Bedrč (Bedrč), Benešov (Beneschau), Bořeňovice (Bořenowitz), Bukovany (Bukowan), Bystřice (Bystřitz), Čakov (?), Čeliv (Čeliw), Čenovice (Čenovitz), Čerčany (Tschertschan oder Čerčan), Choratice (Choratitz), Dlouhé Pole (Langfeld), Jemniště (Jemnischt), Jezero (Jezero), Jinošice (Jinoschitz), Jirovice (Jirowitz), Konopiště (Konopischt), Kozmice (Kozmitz), Lišno (Lischna), Lštění (Lschtěn), Milovanice (Milowanitz), Mrač (Mrač), Myslíč (Myslíč), Nespeky (Dnespek), Nesvačily (Neswačil), Nová Ves (Neudorf), Ostředek (Wostředek), Ouročnice (Ouročnitz), Pecerady (Pecerad), Petroupín (Petroupin), Popovice (Popowitz), Pořičí (Pořič), Postupice (Postupitz), Přestavlky (Přestawlk), Roubičková Lhota (Roubičkowa Lhota), Samechov (Samechow), Soběhrady (Soběhrad), Struhařov (Struhařow), Teplejšovice (Teplejšowitz), Tisem (Tisem), Tvoršovice (Tworschowitz), Václavice (Waclawitz), Vestec (Westetz), Vlkovec (Wlkowetz), Vodslivy (Wodsliw), Vranov (Wranow) und Žíňany (Großzíňan).